# Maroc aux Jeux olympiques d'été de 1988
L'équipe du Maroc olympique a remporté 3 médailles (1 en or et 2 en bronze) lors des Jeux olympiques d'été de 1988 à Séoul, se situant à la 28e place des nations au tableau des médailles.
La délégation marocaine compte 27 sportifs (24 hommes et 3 femmes).

## Liste des médaillés marocains

### Médailles d'or
| Sport              | Discipline | Sportifs        | Performance    |
| Médailles d'or : 1 |            |                 |                |
| Athlétisme         | 10 000 m   | Brahim Boutayeb | 27 min 21 s 46 |

### Médailles d'argent
| Sport                  | Discipline | Sportifs | Performance |
| Médailles d'argent : 0 |            |          |             |

### Médailles de bronze
| Sport                   | Discipline          | Sportifs       | Performance    |
| Médailles de bronze : 2 |                     |                |                |
| Athlétisme              | 800 m               | Saïd Aouita    | 13 min 05 s 59 |
| Boxe                    | Poids super welters | Abdelhak Achik |                |

## Sources
- (en) « Morocco at the 1988 Seoul Summer Games », sur sports-reference.com.